# Hugo Jung (Mediziner)
Hugo Jung (* 6. März 1928 in Jägersburg; † 4. Januar 2017 in Aachen) war ein deutscher Mediziner, Lehrstuhlinhaber für Gynäkologe und Geburtshilfe sowie und Kunstsammler.

## Hugo Jung als Gynäkologe
Hugo Jung studierte in Mainz und Freiburg Medizin. In Freiburg wurde er 1954 promoviert und habilitierte er sich 1963. 1967 wurde er Gründungsdirektor der Abteilung Gynäkologie und Geburtshilfe am Universitätsklinikum Aachen, wo er im selben Jahr auch ordentlicher Professor wurde. Ein Jahrzehnt lang war er Baubeauftragter der Medizinischen Fakultät und in dieser Zeit auch an Planung und Verwirklichung des Neubaus der Uniklinik beteiligt. 1993 wurde er emeritiert, führte seine Praxis für Gynäkologie aber einige Jahre weiter.

## Hugo Jung als Kunstsammler
Zusammen mit seiner Frau Ingrid Jung (1927–2012) widmete er sich bereits früh dem Sammeln moderner Kunst und gehörte 1971 zu den Gründern des Vereins der Freunde des Ludwig Forums für Internationale Kunst e. V. (damals noch die Neue Galerie – Sammlung Ludwig), dessen Vorsitzender er von 1974 bis 1977 war.
Aufgrund seiner Sammel- und Kuratorentätigkeit wurde das Ehepaar Jung von 2009 bis 2011 vom Magazin Art news zu den 200 wichtigsten Sammlern weltweit gezählt. Die Sammlung Jung befindet sich heute in der Galerie der Gegenwart der Hamburger Kunsthalle.
Hugo Jung fand seine letzte Ruhestätte auf dem Heißbergfriedhof Burtscheid/Aachen.
Die Sammlung Jung wurde mehrfach ausgestellt, so etwa
- 1981: Suermondt-Ludwig-Museum, Aachen: Tendenzen der modernen Kunst. Sammlung Ingrid und Hugo Jung.
- 1983: Suermondt-Ludwig-Museum, Aachen: Junge expressive Kunst in Italien und Deutschland. Sammlung Ingrid und Hugo Jung
- 1986: Suermondt-Ludwig-Museum, Aachen: Zeichen, Symbole, Graffiti in der aktuellen Kunst : Sammlung Jung II
- 1988: Museum van Hedendaagse Kunst Antwerpen: Imi Knoebel : werken uit de verzameling Ingrid en Hugo Jung
- 1992/93: Ludwig Forum für Internationale Kunst: Das Numinose in der aktuellen Kunst : Sammlung Jung
- 1996: Suermondt-Ludwig-Museum, Aachen: Bild - Skulpturen - Bild : neuere Aspekte plastischer Kunst in der Sammlung Jung, Aachen

## Veröffentlichungen (Auswahl)
- Über die Blutbildveränderungen bei Trainierten und Untrainierten bei sportlicher Höchstbelastung. Dissertation Freiburg 1954.
- Zur hormonalen Steuerung der Uterusmotilität. Habilitationsschrift Freiburg 1963
- Zur Physiologie und Klinik der hormonalen Uterusregulation (= Fortschritte der Geburtshilfe und Gynäkologie Bd. 22). Karger, Basel 1965.
- (Hrsg.): Methoden der pharmakologischen Geburtserleichterung und Uterus-Relaxation. Internationales Symposion, Bad Aachen, Juni 1970. 1972.
- (Hrsg.): Zusatz- und Nachbehandlung des Mammakarzinoms. Symposion der Niederrheinisch-Westfälischen Gesellschaft für Gynäkologie und Geburtshilfe, Aachen, vom 3. bis 4. Juni 1978. 1979.
- (Hrsg.): Doppler techniques in obstetrics. International workshop, Aachen, 1984. Thieme, Stuttgart 1986, ISBN 3-13-689401-4.
- mit M. Hermer (Hrsg.): Tokolyse und Betamimetika. Steinkopff, Darmstadt 1990, ISBN 3-7985-0836-4.